# グランドラピッズ (ミシガン州)
グランドラピッズ（Grand Rapids）は、アメリカ合衆国ミシガン州の都市。ケント郡の郡庁所在地である。人口は19万8917人（2020年）で、デトロイトに次ぐミシガン州第2の都市である。ケント郡を中心に4郡にまたがる都市圏を形成している。グランドラピッズは家具産業で知られ、「家具の街」と呼ばれている。
グランドラピッズは第38代大統領ジェラルド・R・フォードゆかりの街である。フォードはグランドラピッズで少年期を過ごし、ベティ・ブルーマーと出会った。2006年の暮れに死去したフォードはグランドラピッズの大統領博物館の敷地内に埋葬されている。グランドラピッズの玄関口となる空港、ジェラルド・R・フォード国際空港はフォードにちなんで名付けられた。

## 歴史

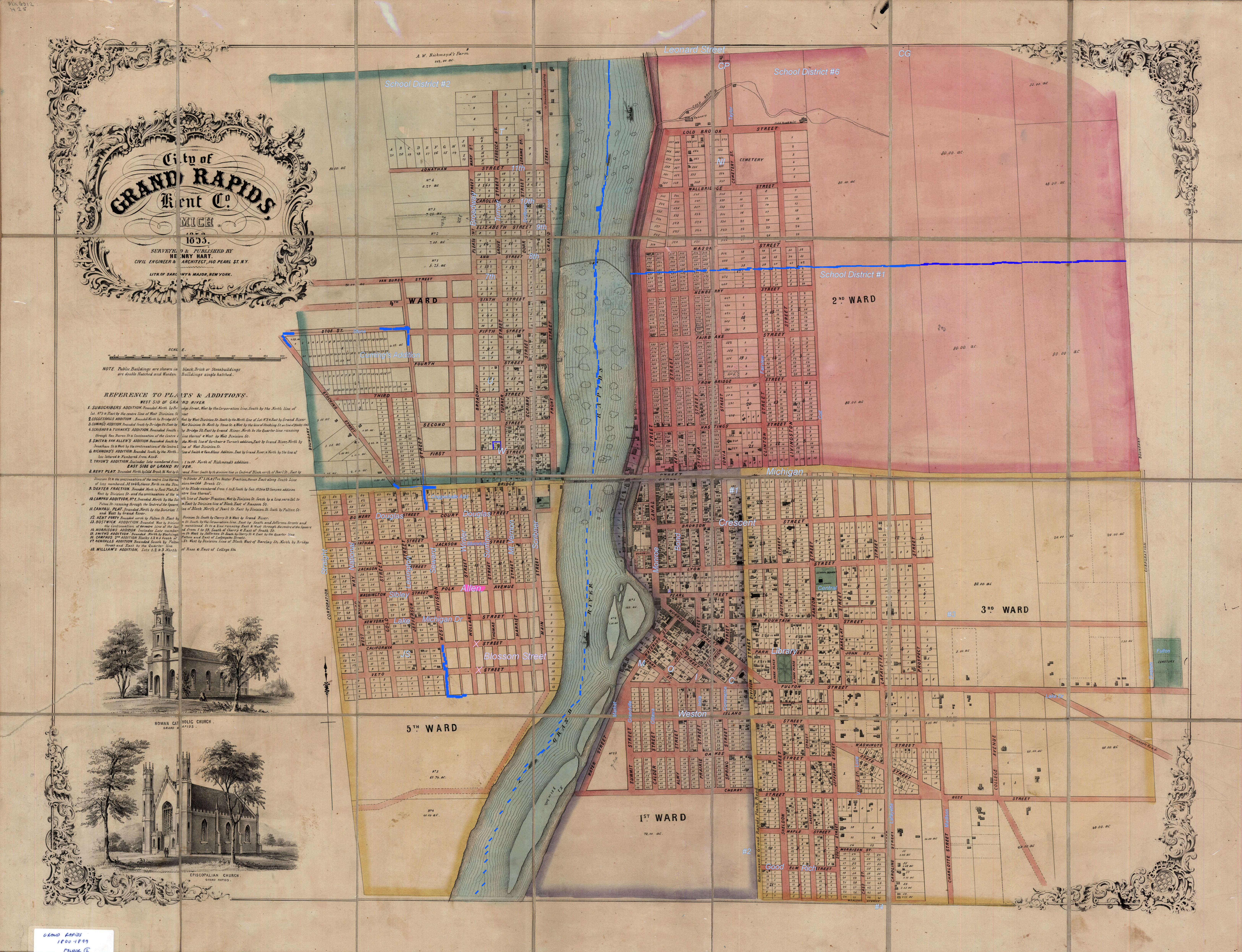
グランドラピッズの地図（1853年）

2,000年以上前、グランド川流域一帯には古代のアメリカ先住民の文化であるホープウェル文化が栄えていた。1700年頃、ネイティブ・アメリカンのオタワ族はグランド川沿いにいくつもの村を創った。この地にヨーロッパ人が入植し始めたのは19世紀に入ったあたりであった。初期の入植者は主に毛皮の取引商であった。彼らはネイティブ・アメリカンから毛皮を買い、ヨーロッパから持ち込んだ金属製品や織物を売るという取引を行っていたため、必然的にオタワ族の村の近くに入植地を建設して住んでいた。西ミシガンに最初の毛皮取引所を創設したのはジョセフ・マデリーンのラ・フランボワーズ夫妻であった。夫妻の建てた取引所は現在のエイダの近くにあった。1806年に夫が死去した後、マデリーン・ラ・フランボワーズは最初の取引所の西と北にも新たな取引所を創設し、事業を拡大した。その後フランボワーズの会社とアメリカ毛皮会社は合併した。フランボワーズは41歳で退職し、西ミシガンを離れてマキナック島に移り住んだ。
1825年、ケンタッキー州出身のバプテスト教会の宣教師、イサク・マッコイが布教のためにグランドラピッズを訪れた。マッコイはグランドラピッズ最初の定住者となった。翌1826年にはデトロイト出身のルイス・キャンポーがグランド川の急流の東岸に取引所を建設した。キャンポーは一旦デトロイトに帰ったが、その翌年に妻を連れ、5,000ドルの商品を持ってこの地に舞い戻り、地元のネイティブ・アメリカンと取引を始めた。1831年、連邦によるノースウェスト準州の調査がグランド川の河岸まで進み、ケント郡の領域が定められた。郡名はニューヨークの弁護士ジェームズ・ケントにちなんでつけられた。同年、キャンポーは現在のグランドラピッズのダウンタウンにあたる291,000m²の土地を連邦政府から90ドルで購入し、「グランド川の急流」を意味するグランドラピッズという名をつけた。 キャンポーのライバルであったルシアス・リヨンは残りの土地を購入し、ケント村と名づけた。
1830年代に入ると、グランドラピッズ一帯にはニューヨークやニューイングランドから人が移り住んでくるようになった。1836年には、ジョン・ボールはデトロイトを通り越してグランドラピッズに発展の可能性を見出し、この地をthe promised land, or at least the most promising one for my operations（将来を約束された地、少なくとも、私の手がけた中では最も将来性のある地）と評した。1838年には正式な村となり、村域も東西・南北それぞれ約1km程度に広がった。1845年に初めて正式な統計が取られたときには、グランドラピッズの人口は1,510人を数え、村域も4km²に広がっていた。1850年5月1日には市制を施行した。市制施行時の人口は2,686人であった。1857年には、グランドラピッズの市域は27km²に広がった。

### 家具の街

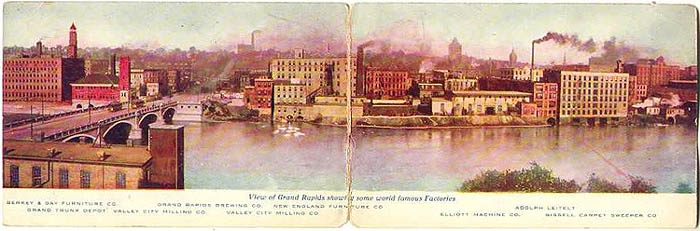
グランドラピッズの中心部、1905年

現在のグランドラピッズの街の基礎が築かれたのは19世紀後半に入ってからであった。この頃、グランドラピッズは製材業と家具産業の中心地として栄えていくようになり、Furniture City（家具の街）と呼ばれるようになった。1876年にフィラデルフィアで開かれた国際展示会では、グランドラピッズは高品質な家具を生産する街として世界中にその名を知らしめた。また、この頃に始まった全米家具市は1960年代に至るまで75年間にわたって開かれていた。現在では事務用家具の生産が中心になっている。また、19世紀にはこの地にオランダ系の移民が大量に移入してきた。現在グランドラピッズに多く住むオランダ系住民の多くは、この頃に移入してきた移民の子孫である。
交通網も確立されていった。1867年にはグランドラピッズに鉄道が敷かれた。このグランドラピッズ・アンド・インディアナ鉄道はその数十年にわたって路線を拡大し、グランドラピッズを中心にしてマスキーゴンや北ミシガンのトラバースシティ、マッキノーシティへ、南へはカラマズーを経てインディアナ州に入りフォートウェインへ、さらに南下してシンシナティへと通じた。またシカゴへ通じる路線も敷かれた。1926年にはスタウト航空（Stout Air Services）による、全米最初の航空機の定期旅客便がグランドラピッズとデトロイトを結んだ。
1900年にはグランドラピッズの人口は87,565人を数えた。1916年、市はミシガン州法のホーム・ルール・チャーターを受け入れ、全米でも最初の部類に入るシティー・マネージャー制を採用した。現在でもグランドラピッズ (の市政はシティー・マネージャー制が採られている。

## 地理

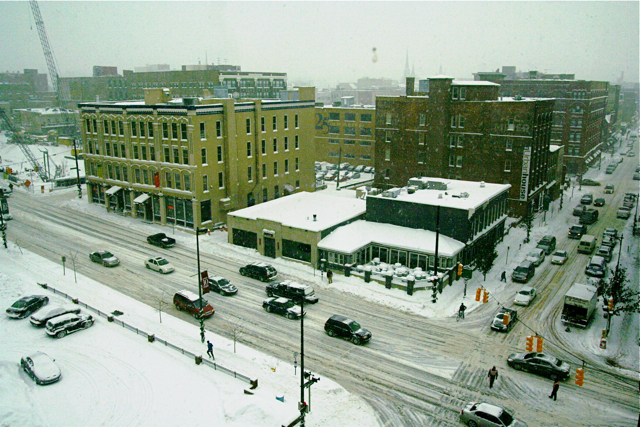
雪のグランドラピッズ

グランドラピッズは北緯42度57分40秒 西経85度39分20秒 / 北緯42.96111度 西経85.65556度に位置している。市の中心部をグランド川が流れている。かつてはこの付近は急流であったことから、「グランド川の急流」を意味するグランドラピッズという市名がついた。市の標高は186mである。ミシガン湖の湖岸線からは約50km離れている。州都ランシングからは西北西へ約100km、デトロイトからは西北西へ約250kmに位置している。西ミシガン地域のもうひとつの主要都市であるカラマズーはグランドラピッズから南へ約80kmに位置している。
アメリカ合衆国統計局によると、グランドラピッズ市は総面積117.4km²（45.3mi²）である。このうち115.6km²（44.6mi²）が陸地で1.8km²（0.7mi²）が水域である。総面積の1.50%が水域となっている。市の水域のほとんどはグランド川である。
ワシントンD.C.やアルバカーキなどと同様、グランドラピッズはNE（Northeast）、NW（Northwest）、SE（Southeast）、SW（Southwest）の4つの区域に分けられている。これらの区域名は住所の一部にもなっている。南北はフルトン・ストリート（Fulton Street）を境に、東西はディビジョン・アベニュー（Division Avenue）を境にそれぞれ分けられている。

### 気候
グランドラピッズの気候は寒い冬と涼しい夏に特徴づけられる、大陸性の気候である。最も暖かい7月の平均気温は22℃、最高気温の平均は28℃で、日中でも32℃（華氏90度）を超えることは少ない。最も寒い1月の平均気温は氷点下4℃、最低気温の平均は氷点下8℃で、日中でも0℃に達さない日が続く。降水量は1年を通じて概ね平均しているが、冬期の12月から3月にはやや少ない。また、グランドラピッズはカナダからの寒気が湿気を増すミシガン湖の風下に位置しているため雪が多く、12月から3月にかけては月間20-55cm程度の降雪が見られる。年間降水量は約980mm、年間降雪量は約190cmである。ケッペンの気候区分では、グランドラピッズは亜寒帯湿潤気候（Dfa）に属する。
|               | 1月  | 2月  | 3月  | 4月  | 5月   | 6月  | 7月  | 8月  | 9月   | 10月 | 11月 | 12月 | 年    |
| ------------- | ---- | ---- | ---- | ---- | ----- | ---- | ---- | ---- | ----- | ---- | ---- | ---- | ----- |
| 平均気温（℃） | -4.2 | -2.9 | 2.0  | 8.9  | 14.8  | 20.2 | 22.5 | 21.6 | 17.1  | 10.6 | 4.5  | -1.6 | 9.5   |
| 降水量（mm）  | 53.3 | 45.7 | 61.0 | 86.4 | 101.6 | 96.5 | 96.5 | 91.4 | 109.2 | 83.8 | 88.9 | 63.5 | 977.8 |
| 降雪量（cm）  | 52.8 | 37.6 | 21.1 | 4.6  | -     | -    | -    | -    | -     | 1.3  | 17.3 | 55.6 | 190.3 |

## 政治

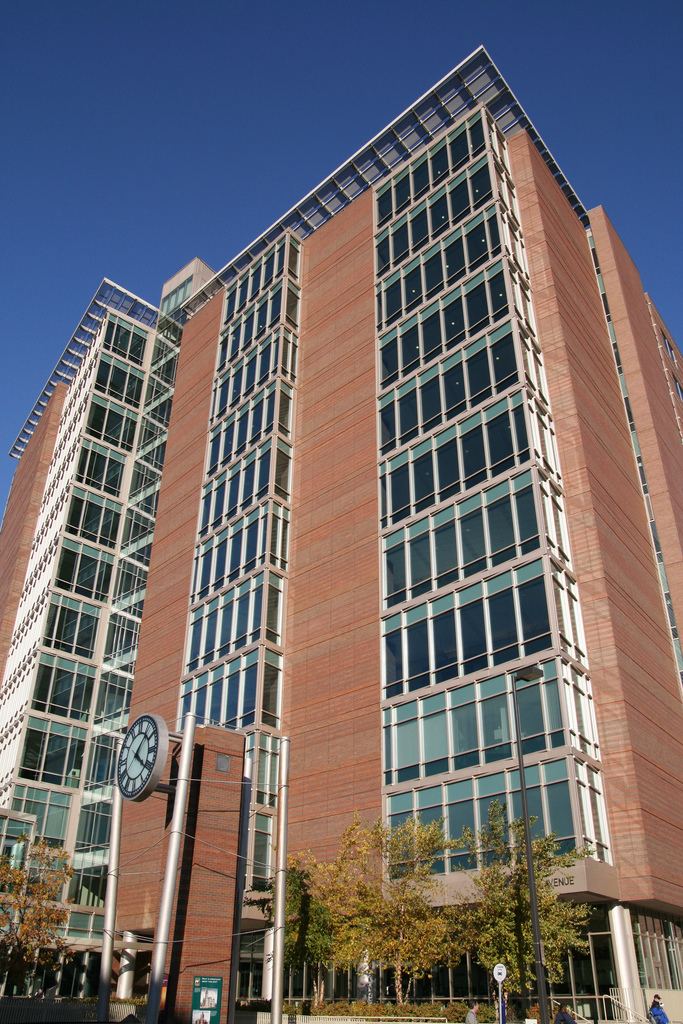
ケント郡地方裁判所

グランドラピッズはアメリカ合衆国下院のミシガン第3選挙区の中心都市である。1949年から1973年にかけては、後に第40代副大統領、そして第38代大統領となるジェラルド・R・フォードが同選挙区選出の下院議員であった。フォードは2006年12月26日にカリフォルニア州パームスプリングスの自宅で死去し、2007年1月3日にグランドラピッズの大統領博物館敷地内に葬られた。
グランドラピッズとその周辺は伝統的に共和党が強い。しかし、グランドラピッズの保守的な評判とは裏腹に、市民は共和党の中道派と民主党の保守派を選ぶ傾向がある。2000年と2004年の大統領選挙では、グランドラピッズ市単体では民主党のアル・ゴアとジョン・ケリーの得票がそれぞれ共和党のジョージ・W・ブッシュの得票を上回った。
ミシガン州法に基づき、グランドラピッズは1916年にシティー・マネージャー制を採用した。この制度により、グランドラピッズの市政の責任は選出された市議員と雇われたシティー・マネージャーとに分けられる。市議員は3つの地区からそれぞれ2名ずつが選出され、任期は4年である。各地区2名のうち1名は2年ごとに改選となる。これはちょうど日本の参議院の「3年ごとに半数改選」のルールに似ている。市長は市議会の長を務め、任期は市議員と同じ4年である。市議員の選挙は奇数年に行われる。市議会は条例の制定やシティー・マネージャーおよびその他公職員の採用に責任を負う。

## 経済

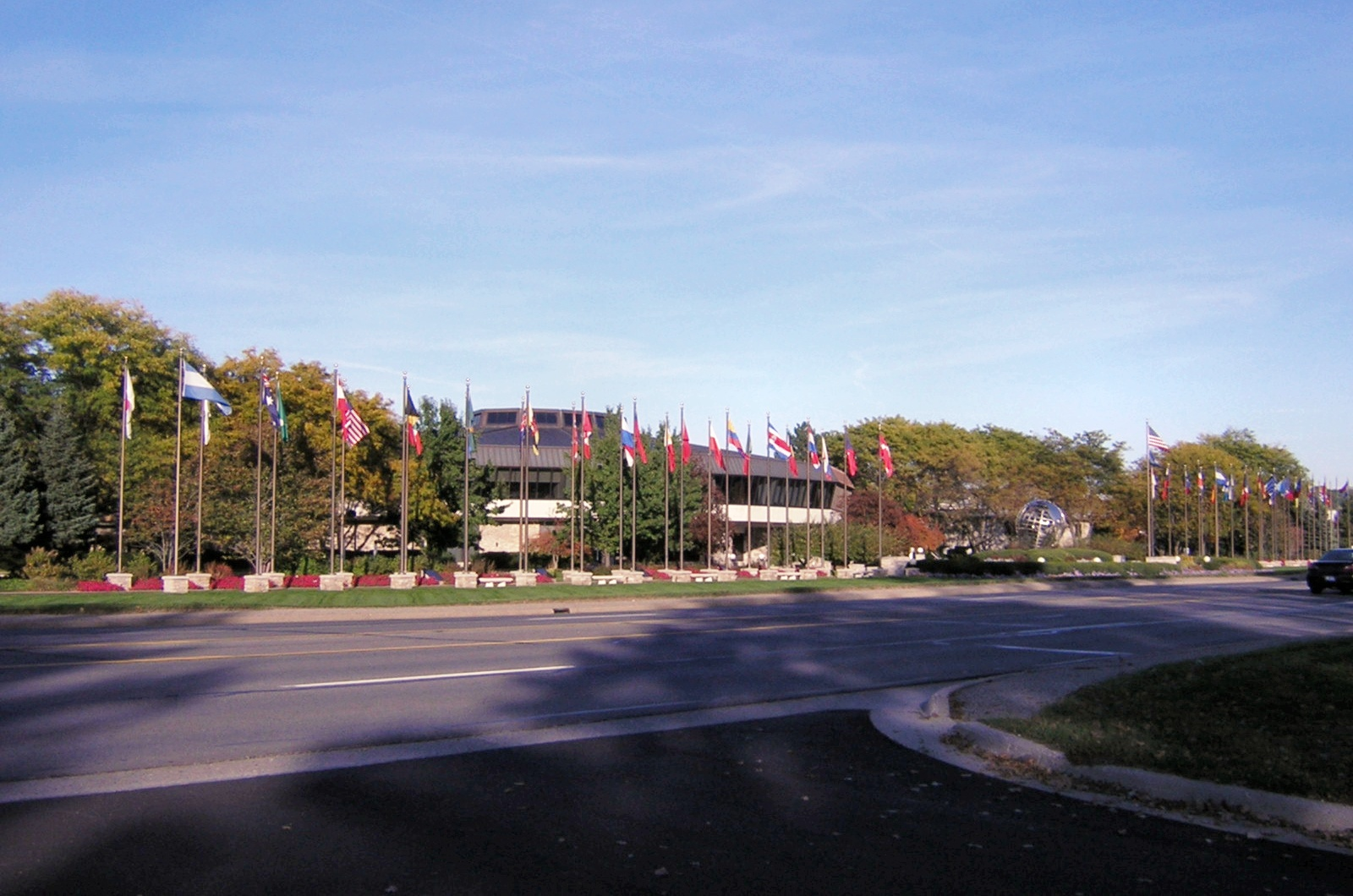
東郊のエイダにあるアムウェイの本社

グランドラピッズは豊かな森林資源と良好な環境によって、長きにわたり家具産業で栄えていた。その流れを汲み、今日ではオフィス家具産業が爛熟している。グランドラピッズに本社を置くアメリカン・シーティング社は1886年に創立して以来、事務所、教室、講堂などの椅子の製造に特化してきた。同じくグランドラピッズに本社を置くスチールケース社は、1912年に創立したオフィス用家具メーカーで、世界100ヶ国以上でビジネスを展開している。その他、ヘイワース、ハーマンミラーといった錚々たる企業がこの地に拠点を置いている（同社とも近郊に本社を置いている）。また、歴代米国大統領積み木をはじめ、外国語のアルファベット積み木などを多数発表している木製玩具の老舗・アンクルグース(Uncle Goose)の工房もグランドラピッズに設置している。
家具のほかには、グランドラピッズには自動車関連や航空機関連の製造業が興っていた。2007年にゼネラル・エレクトリック傘下に入った航空機エンジン・部品メーカー、GEアビエーション・システムズ（旧スミス・エアロスペース）はグランドラピッズに本社を置いている。ゼネラルモーターズは2009年まで、グランドラピッズに金属プレス工場を持っていた。
1990年代以降、これらの製造業に代わってグランドラピッズの産業の中心となってきているのは健康科学分野である。19,000人の従業員と1,500人の内科医を抱える西ミシガン最大の医療サービス会社、スペクトラム・ヘルスはグランドラピッズに本社を置いている。また、市内にはがんの研究所として1996年に創設されたバン・アンデル研究所をはじめ、グランドバレー州立大学のクック＝デボス健康科学センターやミシガン州立大学人間医学部など、複数の医療研究施設が立地している。
また、グランドラピッズ東郊のエイダにはアムウェイが本社を置いている。

## 交通

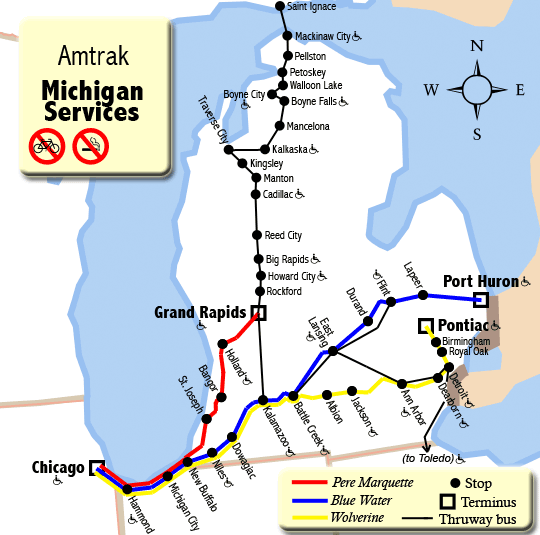
ミシガン線の路線図。グランドラピッズへのペレ・マーケット号は赤で記されている。青はポートヒューロンへのブルーウォーター号、黄色はポンティアックへのウォルバリン号。

グランドラピッズの玄関口となる空港はダウンタウンの南東約11kmに立地するジェラルド・R・フォード国際空港（IATA: GRR）である。同空港には主要3社（アメリカン航空・ユナイテッド航空・デルタ航空）のハブ空港からの便がある。
ダウンタウンの東で州間高速道路196号線がI-96本線から枝分かれし、ダウンタウンを東西に貫いている。I-96本線はダウンタウンの北を通り、ミシガン湖岸の町マスキーゴンへと通じている。一方、I-196はダウンタウンを過ぎると南西へ、さらにミシガン湖沿いに南へと進路を変え、ベントンハーバーでI-94に合流してシカゴへと通ずる。グランドラピッズより東では、I-96は東南東へランシングやデトロイトへと通じており、州の大動脈としての役割を果たしている。また、ダウンタウンを南北に縦断する高速道路規格の国道131号線はカラマズーへ通じている。これらの高速道路上にはグレイハウンドや提携会社の中長距離バスが走っている。
また、市内にはアムトラックの駅もあり、シカゴからの中距離列車ペレ・マルケット号の終点となっている。このペレ・マーケット号は、シカゴからミシガン州に出ている、ミシガン線（Michigan Services）と呼ばれる3本の中距離列車のうち最も短いもので、シカゴ・グランドラピッズ間283kmを約4時間かけて走る。ペレ・マーケット号はシカゴ行、グランドラピッズ行それぞれ1日1本ずつ運行されている。
市内の公共交通はインターアーバン交通パートナーシップ、通称ザ・ラピッド（The Rapid）によって運営されている路線バス網によってカバーされている。ザ・ラピッドは27系統を有し、グランドラピッズ市内のみならず、インターアーバンの名が示す通り隣接する郊外都市やグランドバレー州立大学などにもバスを走らせている。また、ダウンタウンにはDASHと呼ばれるバスも走っている。これはDowntown Area SHuttleの略である。このバスは3路線あり、いずれも市内の駐車場とダウンタウンの各所を結んで走っている。

## 教育

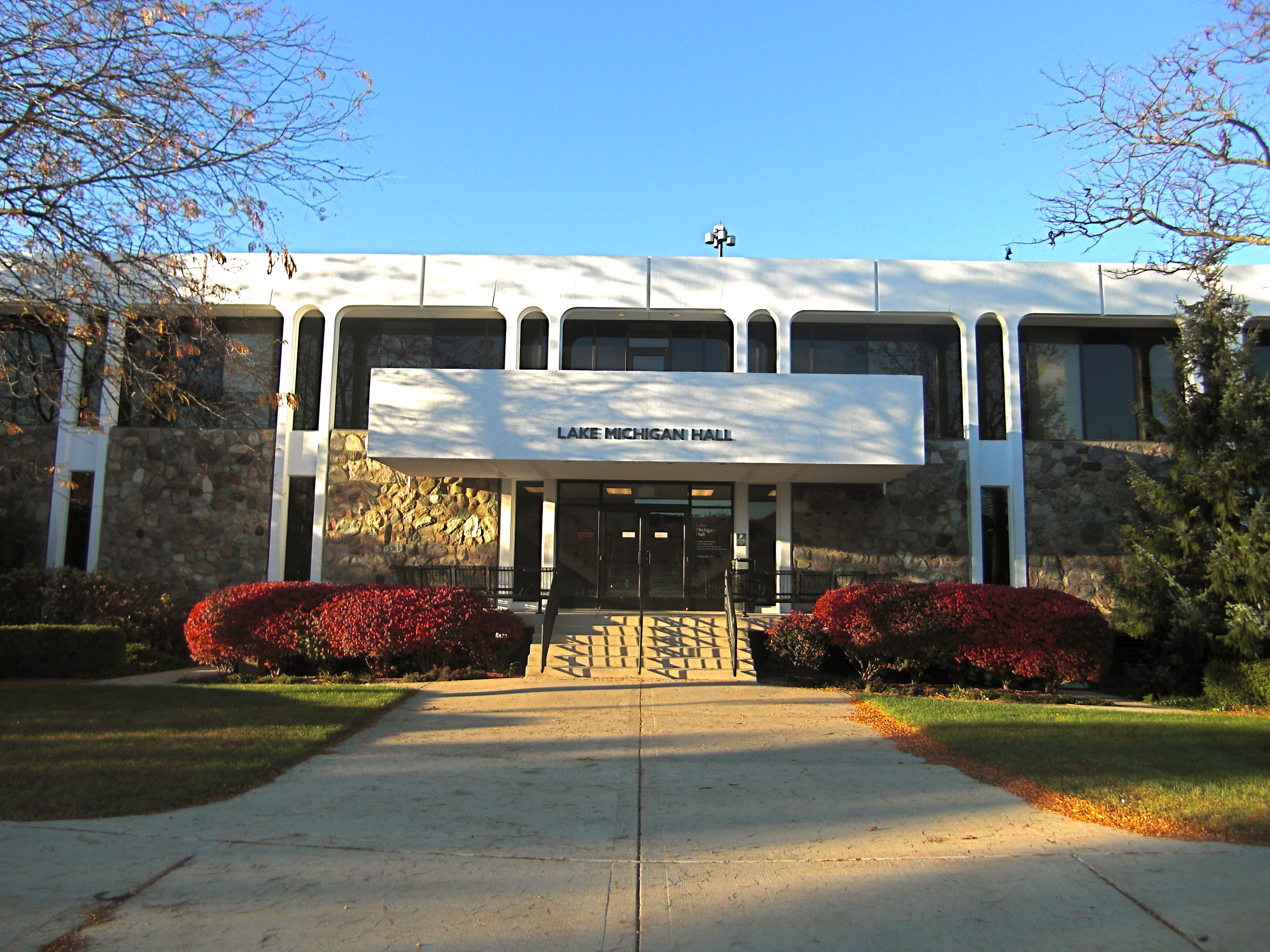
グランドバレー州立大学

グランドラピッズの中心部から西へ12マイル（約19km）、アレンデールにはグランドバレー州立大学が1,304エーカー（約5,341,000m²）のキャンパスを構えている。同学は1960年に創立した州立の総合大学で、学部に82、大学院に30の専攻を有し、学部生約21,000人、大学院生約3,300人を抱えている。同学のスポーツチーム、レイカーズはNCAAのディビジョンIIに属し、男子9種目、女子11種目に参加している。
グランドラピッズの市内には、全米のリベラル・アーツ・カレッジの中で上位120位以内に入る評価を受けている、校名にジャン・カルヴァンの名を冠した改革派教会系のカルヴァン大学をはじめ、カトリック系のアクイナス大学、グランドラピッズ神学校を併設する無宗派のコーナーストーン大学、根本主義系のグレース聖書大学、アブラハム・カイパーの名を校名に冠した改革派教会系のカイパー大学といった、キリスト教系のリベラル・アーツ・カレッジ5校がキャンパスを構えている。
グランドラピッズのK-12課程はグランドラピッズ公立学区の運営する公立学校によって主にカバーされている。同学区は約1,400人の教師を擁し、約17,000人の児童・生徒を抱えている。

## 文化

### 名所と文化施設

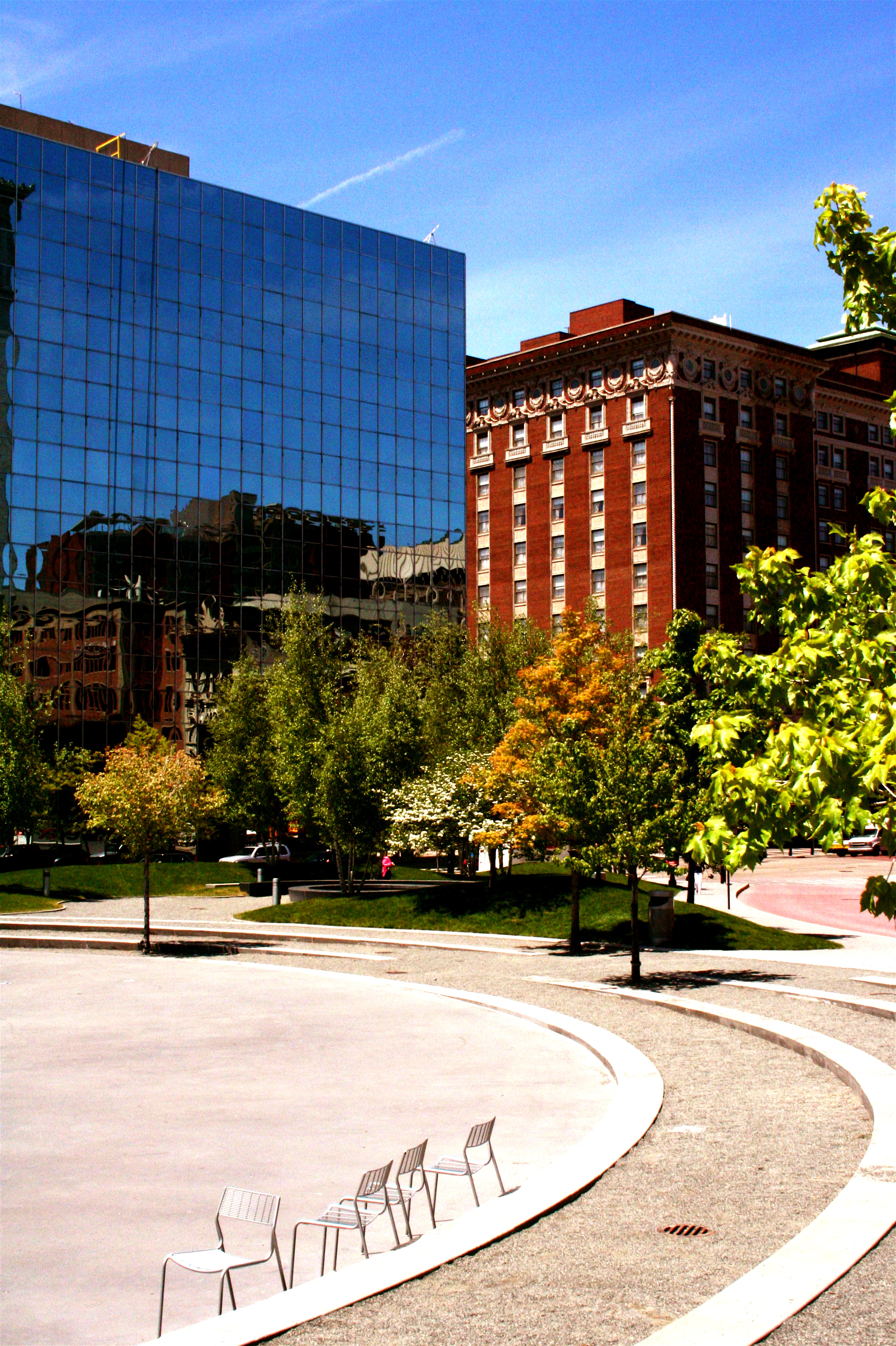
ローザ・パークス・サークル

グランドラピッズのダウンタウンに位置するローザ・パークス・サークル（Rosa Parks Circle）は、南部における公民権運動の引き金となったモントゴメリー・バス・ボイコット事件で知られるローザ・パークスにちなんで名づけられている。周囲にはアムウェイ・グランド・プラザ・ホテルやデボス・プレイス・コンベンションセンター、多目的屋内競技場であるバン・アンデル・アリーナが建っている。この3つの建物はスカイウェイ（Skyway）と呼ばれる屋内連絡通路でつながっている。冬には、ローザ・パークス・サークルにはアイススケートのリンクが設けられる。
市内を流れるグランド川には魚道や遊歩道が設置されている。また、川沿いにはホープウェル族が土葬を行った塚が並んでいる。また、市の西側には動物園を有するジョン・ボール・パークがある。市の北東にはグランドラピッズの街並みを見下ろすベルクナップ・ヒルの丘が連なっている。
グランドラピッズは西ミシガンの文化の中心でもあり、博物館・美術館も数多く建つ。1854年に開館したバン・アンデル・ミュージアム・センター（グランドラピッズ公立博物館）は全米でも最古の部類に入る博物館のひとつである。同館はグランドラピッズとその周辺地域の歴史に関する展示物を常設展示しているほか、イベントとして世界のさまざまな歴史的展示物を展示している。また同館はプラネタリウムも併設している。同館は1994年にグランド川西岸の現位置に建てられた。

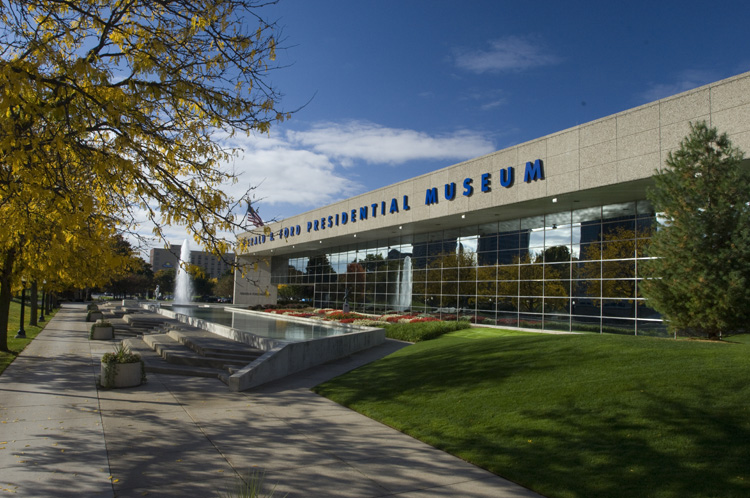
ジェラルド・R・フォード大統領博物館

ダウンタウンの北西部に建つジェラルド・R・フォード大統領博物館は、フォードの大統領在任中の歴史や、フォード夫妻の人生のハイライトに関する事物を展示している。他の大統領博物館とは異なり、ジェラルド・R・フォード大統領博物館は大統領図書館を併設していない。ジェラルド・R・フォード大統領図書館はアナーバーにあるジェラルド・R・フォードの母校、ミシガン大学のキャンパス内に建てられている。大統領博物館の敷地内には2006年末にカリフォルニア州パームスプリングスの自宅で死去したフォードが埋葬されている。
ダウンタウンに立地する都市現代美術館（Urban Institute for Contemporary Arts）は、美術作品を展示するのみならず、映画館を併設し、さらに塑像製作スタジオも併設している。グランドラピッズ美術館はダウンタウン、ローザ・パークス・サークルの南東に隣接して建っている。同館は19世紀・20世紀の芸術作品をはじめ、デザインや写真などを常設展示している。また、同館は図書館を併設しており、アメリカ州やヨーロッパの絵画、彫刻、写真、デザインや、モダニズムに関する書物を所蔵している。

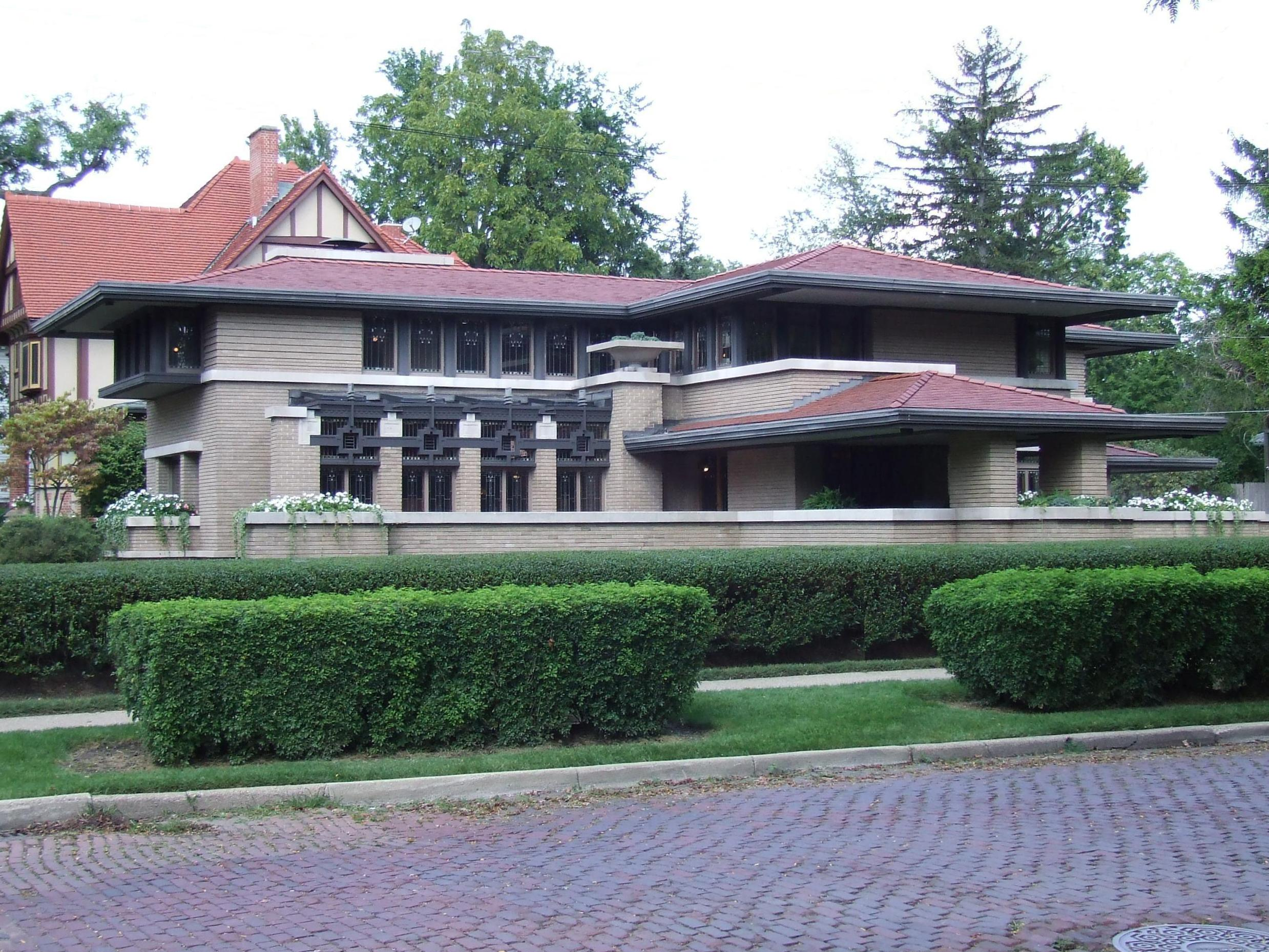
メイヤー・メイの家

ダウンタウンの東に位置する、国家歴史登録財にも指定されているヘリテージ・ヒル地区には、1,000軒を超えるビクトリア調の歴史的建造物が建ち並んでいる。中でも有名なのは、フランク・ロイド・ライトが1908年に設計した地元商人メイヤー・メイの家である。メイの家は1985年にスチールケース社によって修復され、無料の博物館になっている。ヘリテージ・ヒル地区よりさらに東には、グランドラピッズを代表する歴史的建築物のひとつであるウェルシー・ストリート・シアターがある。

### 芸術とイベント

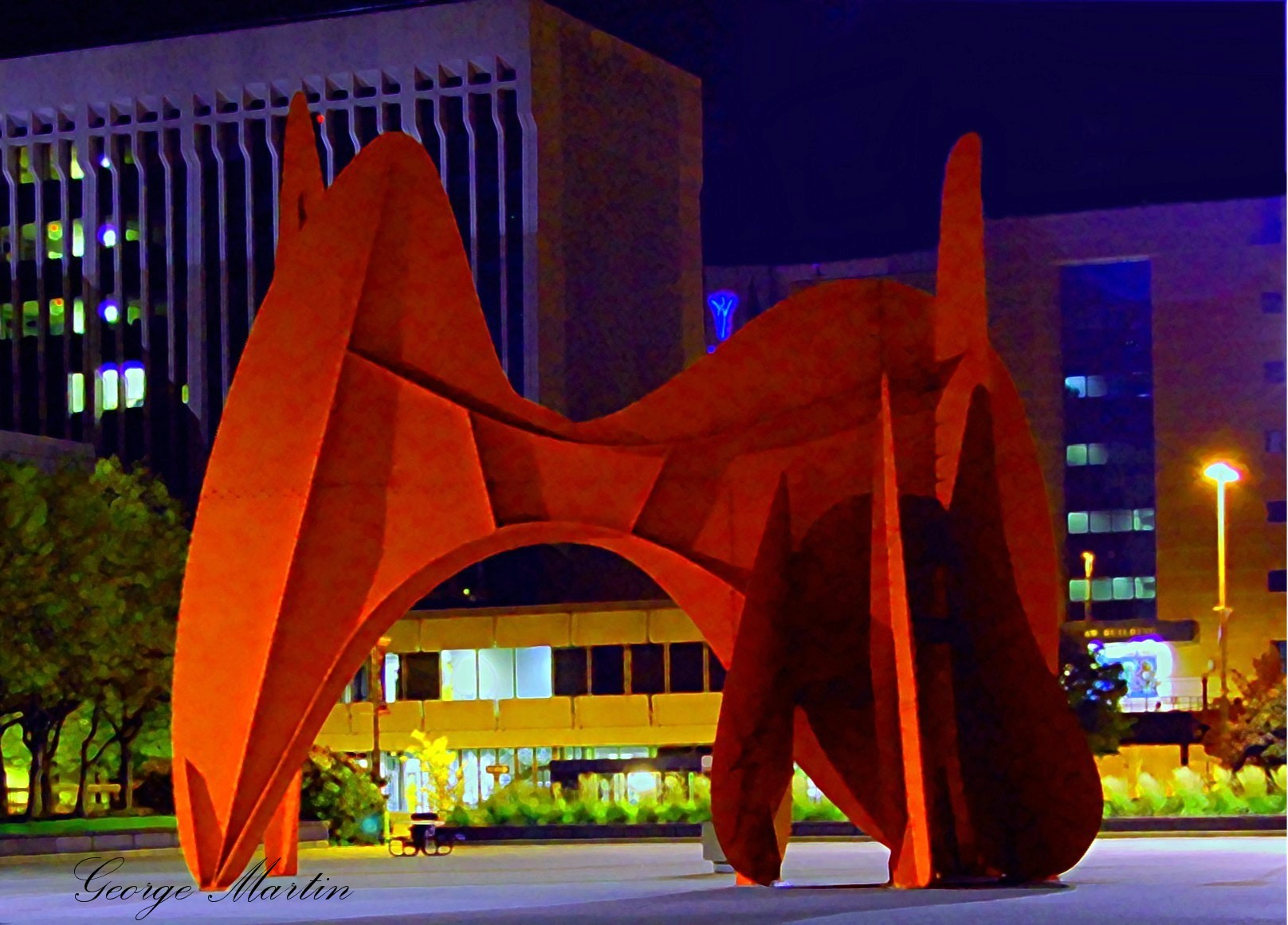
ラ・グランデ・ビテス

1969年にアレクサンダー・カルダーがバンデンバーグ・プラザ（Vandenburg Plaza）に「ラ・グランデ・ビテス」（La Grande Vitesse）というスタビル（抽象彫刻）を制作してから、グランドラピッズのダウンタウンでは毎年芸術祭が開かれている。6月最初の週末、バンデンバーグ・プラザ周辺の道路は通行止めとなり、フリーコンサートや芸術実演・販売など、芸術に関連したイベントが執り行われる。このほかバンデンバーグ・プラザでは、夏季期間中いくつもの民族祭が開かれる。
グランドラピッズの夏はレイバー・デイの週の週末、セレブレーション・オン・ザ・グランドを以って終わる。同イベントでもフリーコンサートが行われるほか、西ミシガン最大の花火大会が行われ、出店も出る。セレブレーション・オン・ザ・グランドの運営は全てボランティアによってまかなわれている。運営資金は企業からの後援や個人の寄付によって集められている。またボランティアスタッフの販売による収益も運営資金にあてられる。
1973年、グランドラピッズのメイン・ストリート・アメリカではSculpture off the Pedestal（歩道の外の彫刻）と題したイベントが開かれた。世界的に有名な13人の芸術家を集めて行われたこのイベントは、その名の通り道のわきに彫刻を制作・展示したものである。同イベントは国の芸術支援協会による資金面での支援や州の芸術局による教育面での支援を取り付けると共に、個人レベル、企業レベル、業界レベルでの協力も得た。各種イベントの収益も運営資金にあてられた。ボランティアによる運営や地元住民による芸術家への宿の提供などは、このイベントが地域に密着して行われたことをうかがわせるものであった。

### スポーツ

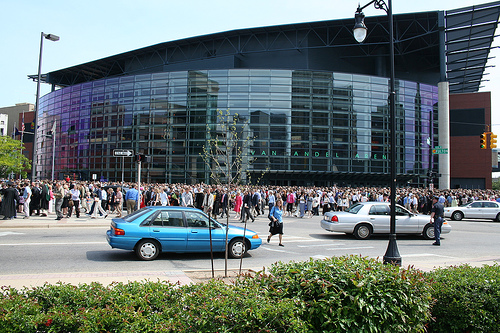
バン・アンデル・アリーナ

グランドラピッズにはメジャープロスポーツのチームこそ置かれていないが、下部リーグのチームが2つ置かれている。デトロイト・タイガース傘下のマイナーリーグ（Aクラス）の野球チーム、ウェストミシガン・ホワイトキャップスは北郊のコムストックパークに立地するフィフスサード・ボールパークを本拠地にしている。また、デトロイト・レッドウィングスと提携しているAHLのグランドラピッズ・グリフィンズは、ダウンタウンに立地するバン・アンデル・アリーナを本拠地としている。
毎年5月には、フィフスサード銀行がスポンサーとなって、フィフスサード・リバー・ランという市民マラソン大会が行われる。この大会では25km、10km、5kmの3コースでレースが行われる。また、5-13歳の子供を対象としたジュニア部門では5km、1マイル（1.6km）、1/2マイル（800m）の3コースで行われる。メインとなっている25kmのレースでは、無差別のオープン部門のほか、体重別や年齢別の部門もある。また、25kmと同じコースで車椅子・ハンドサイクルのレースも行われる。5kmのコースでは、通常のレースのほか、ローラーブレードやスケートボードでの参加や、犬を連れての参加なども可能なフリースタイルの散歩部門もある。

## 人口動態

### 都市圏人口
グランドラピッズの都市圏、および広域都市圏を形成する各郡の人口は以下の通りである（2010年国勢調査）。
グランドラピッズ・ワイオミング都市圏
| 郡           | 州         | 人口      |
| ------------ | ---------- | --------- |
| ケント郡     | ミシガン州 | 602,622人 |
| オタワ郡     | ミシガン州 | 263,801人 |
| イオニア郡   | ミシガン州 | 63,905人  |
| モンカルム郡 | ミシガン州 | 63,342人  |
| 合計         | 合計       | 993,670人 |

グランドラピッズ・ワイオミング・マスキーゴン広域都市圏
| 都市圏/小都市圏                      | 郡                                   | 州                                   | 人口        |
| ------------------------------------ | ------------------------------------ | ------------------------------------ | ----------- |
| グランドラピッズ・ワイオミング都市圏 | グランドラピッズ・ワイオミング都市圏 | グランドラピッズ・ワイオミング都市圏 | 993,670人   |
| マスキーゴン都市圏                   | マスキーゴン郡                       | ミシガン州                           | 172,188人   |
| ホランド小都市圏                     | アレガン郡                           | ミシガン州                           | 111,408人   |
| ビッグラピッズ小都市圏               | メコスタ郡                           | ミシガン州                           | 42,798人    |
| 合計                                 | 合計                                 | 合計                                 | 1,320,064人 |

### 市域人口推移
以下にグランドラピッズ市における1850年から2010年までの人口推移をグラフおよび表で示す。
| 統計年 | 人口      |
| ------ | --------- |
| 1850年 | 2,686人   |
| 1860年 | 8,085人   |
| 1870年 | 16,507人  |
| 1880年 | 32,016人  |
| 1890年 | 60,278人  |
| 1900年 | 87,565人  |
| 1910年 | 112,571人 |
| 1920年 | 137,634人 |
| 1930年 | 168,592人 |
| 1940年 | 164,292人 |
| 1950年 | 176,515人 |
| 1960年 | 177,313人 |
| 1970年 | 197,649人 |
| 1980年 | 181,843人 |
| 1990年 | 189,126人 |
| 2000年 | 197,800人 |
| 2010年 | 188,040人 |

## 姉妹都市
グランドラピッズは以下5都市と姉妹都市提携を結んでいる。
- 近江八幡市（日本・滋賀県）
- ガ地区（ガーナ）
- ザポパン（メキシコ）
- ビェルスコ＝ビャワ（ポーランド）
- ペルージャ（イタリア）

## 関係者

### 出身者
- ジェラルド・R・フォード - 第38代大統領。
- ベティ・フォード - ジェラルド・R・フォード夫人。
- ロジャー・チャフィー - 宇宙飛行士、アポロ1号事故で死去。
- スチュワート・エドワード・ホワイト - 著作家、長編小説作家。
- レナード・シュレイダー - 三島由紀夫と親交があった脚本家。
- アニー・ラウダ - インターネットセレブリティ
- アンソニー・キーディス - ミュージシャン。レッド・ホット・チリ・ペッパーズのヴォーカリスト。

### 居住その他ゆかりある人物
- ジリアン・アンダーソン - 女優、11歳から同地育ち。

## 註
1. ↑  “Quickfacts.census.gov”. 2023年12月7日閲覧。
2. 1 2 3  Historical Info: A Brief History of Grand Rapids Grand Rapids Historical Society.
3. ↑  The Furniture City. Grand Rapids Public Museum.
4. ↑  History & Statistics. Gerald R. Ford International Airport.
5. 1 2  Historical Weather for Grand Rapids, Michigan, United States of America. Weatherbase.com.
6. ↑  Government Information. City of Grand Rapids.
7. ↑  125 years of innovation. American Seating Company.
8. ↑  About Steelcase, Steelcase Locations. Steelcase.
9. ↑  McGrath, S. and Stone, R. Smiths To Sell Aerospace Ops To GE For $4.8B. The Wall Street Journal. 2007年1月15日.
10. ↑  Holcomb, Anne. General Motors to close Grand Rapids-area metal stamping plant in 2009. Michigan Live. 2008年10月13日.M
11. ↑  GM transferring workers from Grand Rapids, Michigan to Marion, Indiana plant. Associated Press. Qtd by Cleveland Live. 2009年7月23日.
12. ↑  About Us. Spectrum Health.
13. ↑  About Us. Van Andel Institute.
14. ↑  Cook-DeVos Center for Health Sciences. Grand Valley State University.
15. ↑  About MSU College of Human Medicine. Michigan State University.
16. ↑  Thoms, Sue. MSU's expansion in Grand Rapids, Flint reflects growth in medical school's research, education opportunities. Michigan Live. 2012年2月7日.
17. ↑  World Headquarters. Amway.
18. ↑  Gerald R. Ford Int'l. (Form 5010) Airport Master Record. Federal Aviation Administration. 2012年11月15日.
19. ↑  Wolverine Service, Blue Water, and Pere Marquette. p.2. Amtrak. 2016年4月25日.
20. ↑  System Map. The Rapid.
21. ↑  DASH Downtown Area Shuttle, Routes and Stops. Parking Service Department, City of Grand Rapids.
22. 1 2 3  Quick Facts. Grand Valley State University.
23. ↑  Academic Programs. Grand Valley State University.
24. ↑  Best Colleges 2013: National Liberal Arts College Rankings. p.11. U.S. News & World Report. 2012年.
2013年版（2012年発行）では110位であった。
25. ↑  About Calvin. Calvin College
26. ↑  About Aquinus. Aquinus College.
27. ↑  About Us. Cornerstone University.
28. ↑  About Grace Bible College. Grace Bible College.
29. ↑  History, Abraham Kuyper. Kuyper College.
30. ↑  At a Grance. Grand Rapids Public Schools.
31. ↑  Exhibits. Grand Rapids Public Museum.
32. ↑  Roger B. Chaffee Planetarium. Grand Rapids Public Museum.
33. ↑  About the Gerald R. Ford Museum. Gerald R. Ford Presidential Library and Museum.
34. ↑  About the Gerald R. Ford Library. Gerald R. Ford Presidential Library and Museum.
35. ↑  Visit. Grand Rapids Art Museum.
36. ↑  Art. Grand Rapids Art Museum.
37. ↑  Library. Grand Rapids Art Museum.
38. ↑  Meyer May: The House. Steelcase.
39. ↑  Initial Public Art Project Becomes a Landmark. National Endowment for the Arts.
40. ↑  Take a trip back in time ... to 1969. Festival of the Arts.
41. ↑  About. Festival of the Arts.
42. ↑  Reimink, Troy. Annual Celebration on the Grand is all about downtown fun. Michigan Live. 2008年9月5日.
43. ↑  Event Information. Fifth Third Bank.
44. ↑  Junior. Fifth Third Bank.
45. ↑  25K Run. Fifth Third Bank.
46. ↑  Wheel/Handcycle. Fifth Third Bank.
47. ↑  5K Walk. Fifth Third Bank.
48. 1 2  “U.S. Census website”.   United States Census Bureau. 2021年7月9日時点のオリジナルよりアーカイブ。2012年11月25日閲覧。
49. ↑  Historical Census Data. U.S. Census Bureau. 2010年2月11日閲覧.
50. ↑  Sister Cities. City of Grand Rapids.
51. ↑  Grand Rapids, Michigan. Interactive City Directory. Sister Cities International, Inc.